# Dan Dan National Park
Dan Dan National Park är en park i Australien. Den ligger i delstaten Queensland, omkring 420 kilometer nordväst om delstatshuvudstaden Brisbane. Dan Dan National Park ligger 178 meter över havet.
Trakten runt Dan Dan National Park är nära nog obefolkad, med mindre än två invånare per kvadratkilometer.. Det finns inga samhällen i närheten.
I omgivningarna runt Dan Dan National Park växer huvudsakligen savannskog. Genomsnittlig årsnederbörd är 1 264 millimeter. Den regnigaste månaden är januari, med i genomsnitt 295 mm nederbörd, och den torraste är september, med 30 mm nederbörd.